# 王睿 (1993年4月)
王睿（1993年4月24日—），男，贵州贵阳人，中国足球运动员，现由中超联赛球队广州恒大租借到青岛海牛，司职中场。曾效力于中乙联赛球队东莞南城，因球队2012年冲甲失败解散而被广州恒大签下。

## 生平

### 早年生活
2004年与方镜淇随教练袁弋前往广西金嗓子青少年俱乐部，后因贵州智诚队的组建而返回。2006年因为年龄较小，经教练介绍前往东莞踢球。